# Paulsternstrasse (Berlins tunnelbana)
Paulsternstrasse är en tunnelbanestation i Berlins tunnelbana på linje U7. Den öppnade för trafik 1 oktober 1984 som en del i tunnelbanans förlängning till Rathaus Spandau. Den är ritad av Rainer G. Rümmler